# Emmy Rossum
Emmanuelle Grey "Emmy" Rossum (New York, 1986. szeptember 12. –) Golden Globe-díjra jelölt amerikai színésznő, énekes-dalszerző.
A Titokzatos folyó (2003) című filmben volt az első fontosabb szerepe, majd feltűnt a Holnapután (2004) című katasztrófafilmben. A 2004-ben bemutatott Az operaház fantomja főszereplőjeként kritikai sikert aratott és Golden Globe-jelölést kapott. Legismertebb alakítása Fiona Gallagher volt a 2011 és 2019 között sugárzott Shameless – Szégyentelenek című sorozatban.
2007-ben jelent meg első zenei albuma Inside Out címmel, ezt követte 2013-ban második nagylemeze, a Sentimental Journey.

## Élete

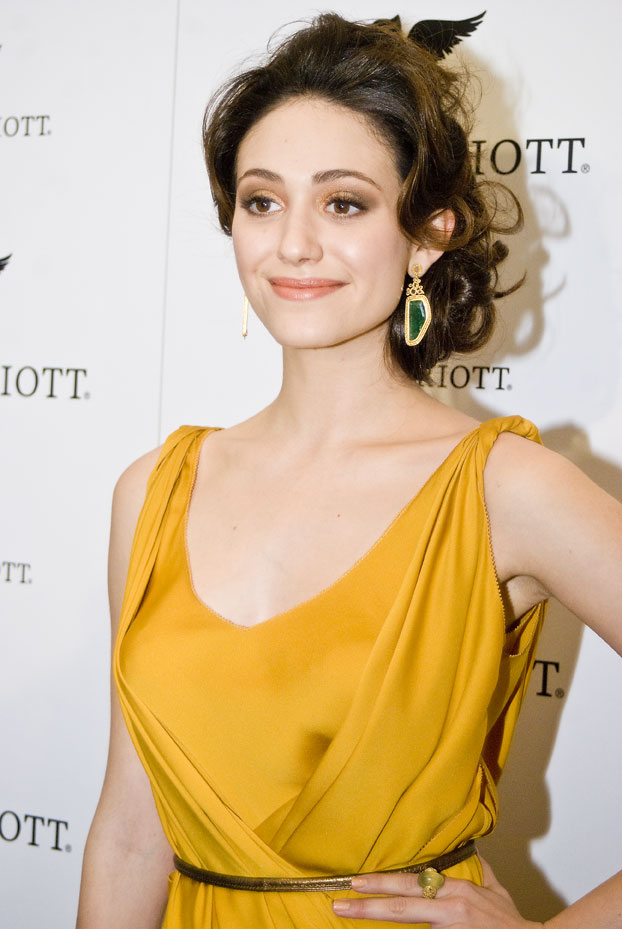
2011-ben

1986. szeptember 12-én született New Yorkban. Cheryl Rossum egyedülálló anya egyetlen gyermeke, aki vállalati fotósként dolgozott. Szülei elváltak, amikor édesanyja terhes volt, és 2007-ig csak kétszer találkozott az apjával.
Rossum édesanyja orosz zsidó származású, édesapja pedig angol és holland felmenőkkel rendelkező protestáns. Rossum zsidónak vallja magát, és azt nyilatkozta, hogy édesanyja „a zsidó etikai és erkölcsi kódexet” nevelte belé. Nevét anyai dédapjáról kapta, akinek a keresztneve Emanuel volt.
Miután mind a 12 hangnemben elénekelte a „Happy birthday to you”-t, Elena Doria kórusvezető hétévesen felvette a Metropolitan Opera gyermekkórusába. Öt év alatt a kórussal énekelt a színpadon, és olyan énekesekkel léphetett fel, mint Plácido Domingo és Luciano Pavarotti. Esténként 5-10 dollárért hat nyelven énekelt 20 operában, köztük a Bohéméletben, a Turandotban, a Faustban és a Szentivánéji álom Carnegie Hall-i előadásában. Franco Zeffirelli rendezésében a Carmenben is fellépett.
A színészi pálya iránti növekvő érdeklődése vezetett ahhoz, hogy a New York-i The New Actors Workshop Flo Salant Greenberg tanfolyamaira járjon. Terry Knickerbocker színészképzővel is együtt dolgozott. A Manhattanben található Spence School magániskolába járt, amit aztán a karrierlehetőségek miatt otthagyott. Tizenöt évesen szerzett érettségit a Stanford Egyetem Education Program for Gifted Youth (EPGY) online kurzusán keresztül. Ezután beiratkozott a Columbia Egyetemre, ahol franciát, művészettörténetet és filozófiát tanult.

## Magánélete

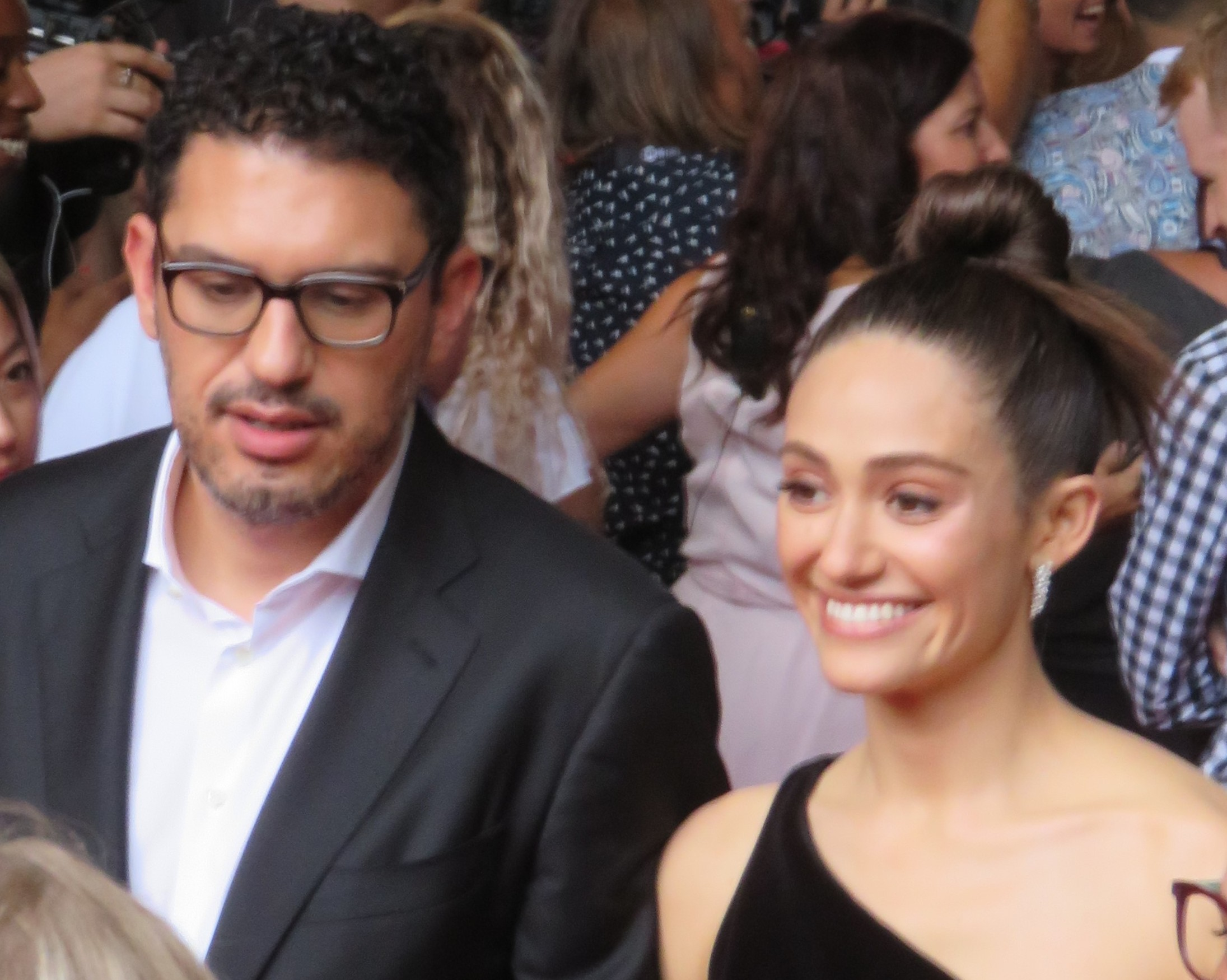
Rossum és férje, Sam Esmail 2018 szeptemberében

Rossum 2008 februárjában ment hozzá Justin Siegelhez, bár nyilvánosan úgy mutatkoztak, mintha nem házas kapcsolatban élnének. 19 hónappal később, 2009 szeptemberében kibékíthetetlen ellentétekre hivatkozva beadta a válókeresetet. A válást 2010. december 28-án véglegesítették.
2009 és 2010 között együtt járt a Counting Crows frontemberével, Adam Duritz-szal.
2013-ban elkezdett randizni Sam Esmail író/rendezővel. Két évvel később, 2015 augusztusában eljegyezték egymást. 2017. május 29-én házasodtak össze a New York-i Központi Zsinagógában. A párnak két gyermeke van: egy 2021 májusában született lány és egy 2023 áprilisában született fiú.
Rossum lisztérzékeny és túlnyomórészt figyelemhiányos hiperaktivitás-zavaros, az utóbbi miatt gyermekkora óta gyógyszert szed.
Vera Wang tervező 1989 és 2012 között volt Rossum unokatestvérének, a befektető és ingatlanfejlesztő Arthur P. Beckernek a felesége. Rossum úgy jellemezte magát, mint „spirituális ember, de nem különösebben vallásos”.

## Filmográfia

### Film
| Év   | Magyar cím                      | Eredeti cím                   | Szerep                     | Magyar hang        |
| ---- | ------------------------------- | ----------------------------- | -------------------------- | ------------------ |
| 2000 |                                 | Songcatcher                   | Deladis Slocumb            |                    |
| 2000 | Szerelem a négyzeten            | It Had to Be You              | fiatal lány                | Talmács Márta      |
| 2001 | Amerikai rapszódia              | An American Rhapsody          | Sheila tizenöt évesen      | eredeti nyelven    |
| 2001 | Gyilkos lelkiismeret            | Happy Now?                    | Nicky Trent / Jenny Thomas |                    |
| 2002 | Passionada – A szerelem játéka  | Passionada                    | Vicky Amonte               |                    |
| 2003 |                                 | Nola                          | Nola                       |                    |
| 2003 | Titokzatos folyó                | Mystic River                  | Katie Markum               | Ruttkay Laura      |
| 2004 | Holnapután                      | The Day After Tomorrow        | Laura Chapman              | Huszárik Kata      |
| 2004 | Az operaház fantomja            | The Phantom of the Opera      | Christine Daaé             |                    |
| 2006 | Poseidon                        | Poseidon                      | Jennifer Ramsey            | Gubás Gabi         |
| 2009 | Dragonball: Evolúció            | Dragonball Evolution          | Bulma                      | Köves Dóra         |
| 2009 | Mersz                           | Dare                          | Alexa Walker               |                    |
| 2011 |                                 | Inside                        | Christina Perasso          |                    |
| 2013 | Lenyűgöző teremtmények          | Beautiful Creatures           | Ridley Duchannes           | Bogdányi Titanilla |
| 2014 |                                 | Before I Disappear            | Maggie                     |                    |
| 2014 | A szerelem üstököse             | Comet                         | Kimberly                   | Gubás Gabi         |
| 2014 | Te nem vagy te                  | You're Not You                | Bec                        | Bogdányi Titanilla |
| 2018 | Egy hiábavaló és ostoba gesztus | A Futile and Stupid Gesture   | Kathryn Walker             |                    |
| 2018 |                                 | That's Harassment (rövidfilm) | újságírónő                 |                    |
| 2019 | Dermesztő hajsza                | Cold Pursuit                  | Kim Dash                   | Dobó Enikő         |

### Televízió
| Év        | Magyar cím                 | Eredeti cím              | Szerep                  | Megjegyzések                                                                 |
| --------- | -------------------------- | ------------------------ | ----------------------- | ---------------------------------------------------------------------------- |
| 1996      | Grace és Gloria            | Grace & Glorie           | Luanne                  | tévéfilm                                                                     |
| 1997      |                            | As the World Turns       | Abigail Williams        |                                                                              |
| 1997      | Esküdt ellenségek          | Law & Order              | Alison Martin           | 1 epizód                                                                     |
| 1998      | Önfejűek                   | A Will of Their Own      | Sarah fiatalon          | minisorozat (1 epizód)                                                       |
| 1998      | Csak a szerelem            | Only Love                | Lily                    | tévéfilm                                                                     |
| 1999      |                            | Snoops                   | Caroline Beels          | 2 epizód                                                                     |
| 1999      | Tinizseni                  | Genius                   | Claire Addison          | tévéfilm                                                                     |
| 2000      | Az angyali Audrey Hepburn  | The Audrey Hepburn Story | Audrey Hepburn fiatalon | tévéfilm                                                                     |
| 2001      | Ügyvédek                   | The Practice             | Allison Ellison         | 2 epizód                                                                     |
| 2011–2019 | Shameless – Szégyentelenek | Shameless                | Fiona Gallagher         | - főszereplő (110 epizód) - rendező (2 epizód) - magyar hangja: - Gubás Gabi |
| 2017      |                            | Animal Kingdom           | nem szerepel            | rendező (1 epizód)                                                           |
| 2019      | Mr. Robot                  | Mr. Robot                | Carol Singer            | 1 epizód (stáblistán nem szerepel)                                           |
| 2019      | Modern szerelem            | Modern Love              | nem szerepel            | rendező (1 epizód)                                                           |
| 2022      |                            | Angelyne                 | Angelyne                | minisorozat (5 epizód) vezető producer                                       |
| 2023      | A zsúfolt szoba            | The Crowded Room         | Candy Sullivan          | minisorozat                                                                  |

## Fordítás
- Ez a szócikk részben vagy egészben  az   Emmy Rossum című angol Wikipédia-szócikk fordításán alapul.  Az eredeti cikk szerkesztőit annak laptörténete sorolja fel. Ez a jelzés csupán a megfogalmazás eredetét és a szerzői jogokat jelzi, nem szolgál a cikkben szereplő információk forrásmegjelöléseként.